# Sankt Johann am Wimberg
Sankt Johann am Wimberg é um município da Áustria localizado no distrito de Rohrbach, no estado de Alta Áustria.